# Kelly O’Dwyer
Kelly Megan O’Dwyer (ur. 31 marca 1977 w Melbourne) – australijska polityk, członkini Liberalnej Partii Australii (LPA). Od 2009 do 2019 posłanka do Izby Reprezentantów, od września 2015 do kwietnia 2019 członkini gabinetu federalnego. 

## Życiorys

### Wykształcenie i kariera zawodowa
Jest absolwentką prezbiteriańskiej szkoły średniej dla dziewcząt, a także studiów prawniczych i historycznych na University of Melbourne. Karierę zawodową rozpoczęła jako radca prawny. W 2004 została doradczynią ówczesnego ministra skarbu Petera Costello, a po przejściu LPA do opozycji w 2007 zajmowała stanowiska kierownicze średniego szczebla w National Australia Bank, jednym z tzw. wielkiej czwórki australijskich banków komercyjnych.

### Kariera polityczna
W 2009 Peter Costello ogłosił zamiar zakończenia swojej kariery politycznej przy okazji następnych wyborów parlamentarnych. Gdy O’Dwyer została wskazana przez LPA jako jego następczyni w okręgu wyborczym Higgins, Costello postanowił oddać swej byłej współpracownicy miejsce w Izbie Reprezentantów jeszcze przed końcem kadencji. W tym celu złożył natychmiastową rezygnację, co wymusiło rozpisanie wyborów uzupełniających. O’Dwyer wygrała je bez trudu, zwłaszcza że Australijska Partia Pracy (ALP), uważając jej zwycięstwo za przesądzone, zrezygnowała z wystawiania przeciw niej kontrkandydata.
W grudniu 2014 trafiła do szerokiego składu rządu jako wiceminister skarbu w randze sekretarza parlamentarnego. We wrześniu 2015 nowy premier Malcolm Turnbull awansował ją w skład gabinetu, powierzając jej dwa stanowiska równocześnie: ministra małych przedsiębiorstw, a także pierwszego wiceministra skarbu. Po wyborach parlamentarnych w 2016 została ponownie powołana w skład gabinetu, obejmując stanowisko ministra ds. dochodów budżetowych i służb finansowych.